# William Marshall (Komponist)

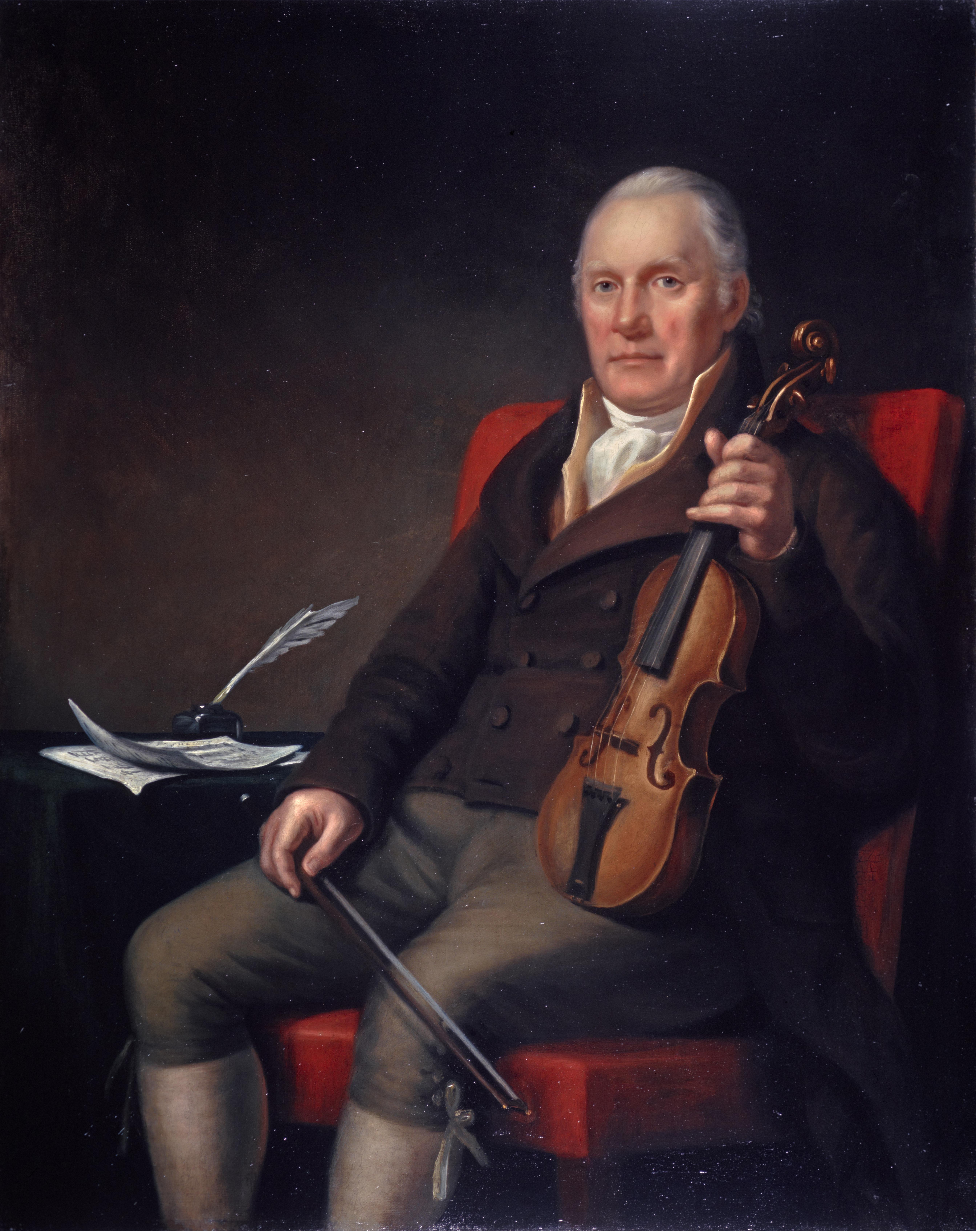
William Marshall (1817)

William Marshall (* 27. Dezember 1748 in Fochabers, Schottland; † 29. Mai 1833 in Dandaleith) war ein schottischer Fiddler und Komponist.

## Leben
Marshall wurde am 27. Dezember 1748 als dritter Sohn von Francis Marshall und Isabel Innes im Dorf Fochabers in Moray geboren. Er war seit seinem zwölften Lebensjahr an dreißig Jahre lang im Dienst des 4. Duke of Gordon, wo er bis zum Butler aufstieg; nachdem er sich 1790 in den Ruhestand zurückgezogen hatte, ernannte der Duke ihn zum Verwalter eines großen Teils seiner Ländereien in Banffshire und Aberdeenshire. Diese Funktion füllte er bis 1817 aus. Obwohl er nur sechs Monate lang eine Schule besucht hatte und ansonsten von seinem Vater unterrichtet worden war, war Marshall ein gebildeter Mann, dessen Interessen sich neben der Musik auch auf Mechanik, Astronomie und Architektur erstreckten. Außerdem betätigte er sich als Uhrmacher. Eine Wasseruhr und eine astronomische Uhr von ihm sind bis heute erhalten. Marshall war verheiratet mit Jane Giles und hatte fünf Söhne und eine Tochter. Er starb am 29. Mai 1833 in Dandaleith.
Obwohl William Marshall nie formellen Musikunterricht erhalten hatte, galt er als einer der besten Fiddler seiner Zeit (sicherlich als der beste Amateur) und wurde von seinem Arbeitgeber und Förderer oft zur Unterhaltung seiner Gäste in Anspruch genommen, „deren Bewunderung er leicht erwarb, obwohl sie daran gewöhnt waren, anderswo erstklassige Musik herausragender Musiker zu hören.“
Berühmt wurde William Marshall als Komponist von Fiddle-Musik. Zu seinen bekanntesten Kompositionen gehören die Strathspeys „The Marchioness of Huntly“, „The Marquis of Huntly's Farewell“, „Craigellachie Brig“ und „Lady Madelina Sinclair“, die Air „The Nameless Lassie“ und der Reel „Easter Elchies“. Marshall veröffentlichte mehrere Sammlungen mit seinen Kompositionen:
- 1781 erschienen eine zwölfseitige und wenig später eine vierseitige Veröffentlichung (mit derselben Titelseite) bei Neil Stewart (Edinburgh);
- 1822 veröffentlichte Marshall auf Drängen von Freunden eine umfangreiche Sammlung seiner Musik — nicht zuletzt weil seine Stücke oft von anderen Musikern wie Niel Gow unautorisiert übernommen worden waren. Dies machte Marshall nicht wirklich etwas aus, da er sie bis dahin nicht selbst zu veröffentlichen gedacht hatte, allerdings nahm er Anstoß daran, dass dabei oft die Titel der Stücke geändert wurden[3]. Die Sammlung hatte über 1200 Subskribenten, als Marshall kurz vor der Veröffentlichung das Urheberrecht an den Musikverleger Alexander Robertson in Edinburgh verkaufte.
- Eine dritte Sammlung von Stücken wurde 1845 posthum ebenfalls von Alexander Robertson herausgegeben. Sie enthält überwiegend Material, das nicht vorher veröffentlicht wurde, auch wenn es ein paar Verdopplungen (teils unter anderem Namen) gibt.

Marshall verfasste insgesamt 114 Strathspeys, 84 Reels, 21 Jigs, 3 Hornpipes, 2 Märsche und 33 Slow Airs.

## Werke
- A Collection of Strathspey Reels with a Bass for the Violoncello or Harpsichord (1781)
- Marshall's Scottish Airs, Melodies, Strathspeys, Reels, &c. for the Piano Forte, Harp, Violin & Violoncello (1822)
- Volume 2nd of a Collection of Scottish Melodies Reels Strathspeys Jigs Slow Airs &c. for the Piano Forte, Violin and Violoncello (1845)